# Кастель, Клэр
Клэр Кастель (англ. Claire Castel, род. 15 января 1985 года, Бордо, Франция) — французская порноактриса, лауреат AVN Awards.

## Биография
Родилась в январе 1985 года в городе Бордо. Вошла в порноиндустрию в 2010 году, в возрасте 24 лет.
Снялась более чем в 30 фильмах.

## Премии и номинации
| Год  | Церемония            | Результат | Номинация                                    | Работа                         |
| ---- | -------------------- | --------- | -------------------------------------------- | ------------------------------ |
| 2012 | Erotic Lounge Awards | Номинация | Лучшая актриса                               | -                              |
| 2013 | AVN Awards           | Номинация | Иностранная исполнительница года             | -                              |
| 2013 | AVN Awards           | Номинация | Лучшая сексуальная сцена в зарубежном фильме | Pornochic 23: Claire Castel    |
| 2013 | Sex Awards           | Номинация | Порнозвезда года                             | -                              |
| 2013 | XBIZ Award           | Номинация | Иностранная исполнительница года             | -                              |
| 2014 | AVN Awards           | Номинация | Иностранная исполнительница года             | -                              |
| 2014 | AVN Awards           | Номинация | Лучшая сексуальная сцена в зарубежном фильме | Claire Castel: the Chambermaid |
| 2014 | XBIZ Award           | Номинация | Иностранная исполнительница года             | -                              |
| 2016 | XBIZ Award           | Номинация | Иностранная исполнительница года             | -                              |
| 2017 | AVN Awards           | Номинация | Иностранная исполнительница года             | -                              |
| 2017 | AVN Awards           | Номинация | Лучшая сексуальная сцена в зарубежном фильме | Luxure: Obedient Wives         |
| 2018 | AVN Awards           | Победа    | Лучшая сексуальная сцена в зарубежном фильме | Claire Desires of Submission   |